# ژالتیر (استان پاولودار)
ژالتیر (انگلیسی: Zhaltyr) یک دریاچه در استان پاولودار کشور قزاقستان است.